# Trận Isonzo lần thứ ba
Trận Isonzo lần thứ ba là trận đánh giữa Ý và Đế quốc Áo-Hung từ ngày 18 tháng 10 đến ngày 3 tháng 11 năm 1915 trong Chiến tranh thế giới thứ nhất. Đây là một trong 12 trận đánh tại thung lũng Isonzo diễn ra từ ngày 23 tháng 6 1915 đến ngày 19 tháng 11 năm 1917.
Ngày 18 tháng 10 năm 1915, quân đội Ý đã mở một cuộc tấn công lớn bằng hỏa lực mạnh của pháo binh vào các phòng tuyến của quân Áo tại Alps để lấy lại những vị trí đã mất về tay người Áo là Plezzo và Tolmino. Tuy nhiên quân đội Áo nhờ có viện binh từ chiến trường Balkan và chiến trường Đông Âu nên vẫn bảo vệ thành công phòng tuyến bất chấp sự tấn công mạnh mẽ của quân Ý. Trận đánh kết thúc vào ngày 3 tháng 11 năm 1915. Sáu ngày sau đó, quân Ý lại tấn công quân đội Áo-Hung trong trận Isonzo lần thứ tư.